# Adniellyson da Silva Oliveira
Adniellyson da Silva Oliveira, noto semplicemente come Silva (Cabedelo, 7 settembre 1995), è un calciatore brasiliano, centrocampista dello Stade Nyonnais in prestito dallo Yverdon.

## Caratteristiche tecniche
È un centrocampista centrale.

## Carriera
Cresciuto nel settore giovanile dell'Internacional, ha esordito in prima squadra il 10 maggio 2015 in occasione del match di Série A perso 3-0 contro il Athl. Paranaense.